# Violence sexuelle en Afrique du Sud

Afrique du Sud

D'après un sondage établi par l'ONU entre 1998 et 2000, l'Afrique du Sud a le plus fort taux mondial de viol par habitant. Ce sondage estime qu'une femme née en Afrique du Sud a plus de risque d'être violée que de chance d'apprendre à lire. En 1998, une femme sur trois sur les 4 000 femmes interrogées à Johannesburg a été violée, selon CIET Afrique.
Plus de 25 % des hommes sud-africains interrogés en 2009 par le Conseil de recherche médicale d'Afrique du Sud admettent avoir déjà violé quelqu'un. Et parmi eux, presque la moitié dit avoir violé plus d'une personne.
Les trois quarts de ceux qui ont admis avoir été violés l'ont été pour la première fois durant leur adolescence. On estime que 65 000 viols sont commis chaque année en Afrique du Sud.

## Les viols d'enfants
L'Afrique du Sud a un des plus grands nombres de viols d'enfants et de bébés du monde. Une enquête menée par le CIET a découvert que 60 % des garçons et des filles pensent qu'il n'y a pas de mal à forcer quelqu'un que l'on connaît à avoir des rapports sexuels, tandis qu'environ 11 % des garçons et 4 % des filles admettent avoir déjà forcé quelqu'un à avoir des rapports sexuels avec eux. Dans un sondage conduit auprès de 1 500 enfants d'âge scolaire du township de Soweto, à Johannesburg, un quart des garçons interrogés ont déclaré qu'une tournante était amusante.
Plus de la moitié des personnes interrogées affirment que si une fille dit non pour avoir des rapports sexuels, elle veut en réalité dire oui.
Un certain nombre de viols graves sur des bébés depuis 2001 (qui incluent une reconstruction intensive du système urinaire, génital, abdominal et trachéal) ont fait pressante la nécessité de résoudre le problème socialement et juridiquement. En 2001, un bébé de neuf mois a été violé par six hommes, âgés de 24 à 66 ans, après avoir été laissé sans surveillance par sa mère adolescente. Une petite fille de 4 ans est morte après avoir été violée par son père. Un bébé de 14 mois a été violé par deux de ses oncles. En février 2002, un nourrisson de huit mois a été signalé comme ayant été violé par quatre hommes. Seul un a été inculpé. L'enfant a eu besoin d'une longue chirurgie reconstructive. Sur l'enfant de huit mois, les blessures était si grandes qu'une attention particulière a été accordée aux poursuites.
Plus de 67 000 cas de viols et d'agressions sexuelles contre des enfants ont été signalés en 2000 en Afrique du Sud, contre 37 500 en 1998. Les groupes de protection de l'enfance estiment que le nombre d'incidents non-signalés pourraient être dix fois plus élevés. La plus forte augmentation des agressions a eu lieu envers les enfants de moins de sept ans. Comme augmente la pauvreté, les crimes violents et le chômage sont réputés avoir contribué à l'escalade des abus sexuels sur enfants, le facteur le plus significatif et inquiétant étant le mythe largement répandu dans le pays qu'avoir des rapports sexuels avec une vierge guérit du VIH.
Selon Suzanne Leclerc-Madlala, professeur d'anthropologie et chercheuse à l'université de Durban-Westville, ce mythe ne se limite pas à l'Afrique du Sud. "Mes correspondants chercheurs sur le SIDA au Zambie, au Zimbabwe et au Nigeria m'ont dit que ce mythe existe aussi dans ces pays, qui sont aussi blâmés pour leur taux élevé d'abus sexuels sur des jeunes enfants."
L'Afrique du Sud a le plus grand nombre de citoyens séropositifs du monde. Selon les chiffres officiels, un Sud-Africain sur huit est infecté par le virus. Edith Kriel, un travailleur social qui aide les enfants victimes dans le Cap-Oriental a déclaré : « Les abuseurs d'enfants sont souvent de la famille de leurs victimes – des fois même leurs pères ou leurs tuteurs ».

## Viol «correctif»
En Afrique du Sud où la constitution du pays proscrit théoriquement toute discrimination sur la base de l’orientation sexuelle, et où - depuis 1996 - l’union entre personnes du même sexe a été reconnue par le droit, les lesbiennes font également face à un environnement social particulièrement dangereux. Surtout dans la communauté noire, le « viol correctif » prétend pouvoir les convertir à l'hétérosexualité. L'actuel gouvernement est accusé de fermer les yeux sur cette pratique, de peur de ne pas avoir l'air assez « viril ». Un cas notable de ce genre de pratique a été le viol et l'assassinat de Eudy Simelane, membre de l'équipe de football féminin sud-africaine et militante pour les droits LGBT. Sizakele Sigasa et sa compagne Salome Massooa après avoir été insultées, subi un viol collectif, ont été torturées et assassinées en 2007 ; Zoliswa Nkonyana de Khayelitsha, au Cap, à l'âge de 19 ans a été lapidée par la foule devant chez elle en 2006.
Selon l'ONG ActionAid, la situation a empiré depuis 2009. Le viol correctif est devenu crime le plus répandu contre les lesbiennes. L'ONG Luleki Sizwe soutient LGBT en Afrique du Sud. Elle estime que dans la seule ville du Cap, 10 homosexuelles ou jugées telles se font violer chaque semaine. Fin 2010, la présidente de cette ONG a lancé une pétition demandant que le « viol correctif » soit qualifié de « crime haineux » et puni de 25 ans de prison (actuellement, selon l'ONG, seul un homme poursuivi pour viol sur 25 finit en prison, et on peut supposer que de nombreuses femmes ou hommes violés n'osent pas porter plainte, d'autant que la justice ne semble pas enclin à traiter leurs plaintes avec considération, comme l'a montré en 2008 une étude portant sur la justice et les droits de femmes violées dans la région de Gauteng).
En quelques semaines, la lettre ouverte au ministre de la Justice sud-africain a été signée par plus de 135 000 internautes autour du monde (au 13 janvier), ce qui a attiré l'attention des médias sud-africains et d'autres médias internationaux.
La pétition demande aussi :
- l'« introduction dans les programmes scolaires d'informations anti-homophobes, pour les professeurs et les élèves, étant donné que de nombreux viols et violences sont perpétrés à l'école, par des élèves et des professeurs» »;
- « des officiers de police femmes et des assistantes sociales dans tous les postes de police 24h/24 »
- « l'hébergement des victimes dans des maisons sécurisées pour éviter que les lesbiennes violées côtoient leurs agresseurs (souvent leurs voisins) au quotidien »
- « le droit à une procédure judiciaire accélérée »

Selon le journal sud-africain Business Day, la position écrite du porte-parole du ministère de la Justice qui accusait réception de nombreux e-mail et de la pétition le 5 janvier 2011 était que « Nous accordons beaucoup d'importance à ce problème. Qu'on l'appelle « viol correctif » ou pas, cela n'en demeure pas moins […] un viol, puni par notre loi, en dépit des motivations des agresseurs. » .